# Raión de Volnovaja
Raión de Volnovaja (en ucraniano: Волноваський район) es un raión o distrito de Ucrania en el óblast de Donetsk. La capital es la ciudad de Volnovaja.
Comprende una superficie de 4457,4 km².

## Demografía
Según estimación 2010 contaba con una población total de 92600 habitantes.

## Otros datos
El código KATOTTG es UA14040000000098211, el código KOATUU fue 1421500000. El código postal 85700 y el prefijo telefónico +380 6244.